# Verkehrsmodell (Verkehrsplanung)
Verkehrsmodell ist ein Fachbegriff der Verkehrsplanung und beschäftigt sich mit der Abbildung von Verkehrsprozessen in Modellen. Je nach der betrachteten Detailtiefe existieren mikroskopische, mesoskopische und makroskopische Verkehrsmodelle, die die Verkehrsnachfrage, das Verkehrsangebot oder den Verkehrsfluss betrachten.

## Verkehrsflussmodell
Diese Modelle dienen dazu, Aussagen über den Verkehrsfluss und die Verkehrsdichte auf einer gegebenen Infrastruktur zu treffen. Sie sind meist auf den (motorisierten, seltener nicht motorisierten) Straßenverkehr beschränkt. Bei den Verkehrsflussmodellen kommen verschiedene Modelle zum Einsatz.
Die mikroskopischen Modelle bilden einzelne Fahrer/Fahrzeug-Einheiten mit ihrer jeweils individuellen Charakteristik ab. Aufgrund des damit verbundenen Rechenaufwandes eignen sich diese mikroskopischen Modelle insbesondere für kleine Untersuchungsgebiete. Sie finden unter anderem in der Verkehrsplanung zur Simulation der Auswirkungen einzelner Infrastrukturmaßnahmen als auch in adaptiven Tempomaten zur Berechnung einer sicheren Reaktion auf Geschwindigkeitsänderungen des vorausfahrenden Fahrzeuges Anwendung. Bekannte Vertreter der mikroskopischen Modelle sind das Nagel-Schreckenberg-Modell oder das Fahrzeugfolgemodell von Rainer Wiedemann, das durch seine Verwendung in VISSIM in der Planungspraxis mit am häufigsten zum Einsatz kommt.
Das Cell Transmission Model (CTM) erlaubt Berechnungen im mikroskopischen, mesoskopischen und makroskopischen Bereich. Dies ist abhängig von der Größe der verwendeten Verkehrszellen.
Die makroskopischen Modelle bilden den Verkehr nur in seiner Masse ab, einzelne Fahrer/Fahrzeug-Einheiten werden nicht betrachtet. Diese Modelle erlauben Aussagen über den Verkehrsfluss und die Verkehrsdichte. Solche Aussagen lassen sich mit einem Fundamentaldiagramm interpretieren. Somit kann der Verkehrszustand (also ob der Verkehr frei fließt oder verstaut ist) beschrieben werden. Anwendungsgebiete dieser Modelle sind zum Beispiel die Stauprognose in großen Verkehrsnetzen wie dem deutschen Autobahnnetz. Zu diesen Modellen gehören beispielsweise das Section Based Model und das Sasonal autoregressive cross-validated Model (SARIMA), das auf dem Autoregressive integrated moving Average (ARIMA) beruht.

## Verkehrsnachfragemodell
Diese Modelle arbeiten meist auf makroskopischer Ebene und dienen hauptsächlich der Verkehrsprognose.
Dafür notwendig ist das Einteilen des Planungsgebietes in gleichwertige Verkehrszellen/Verkehrsbezirke. Deren Größe, Homogenität und Verfügbarkeit soziodemographischer Daten beeinflusst die Genauigkeit der späteren Modellergebnisse. Untereinander sind die Verkehrszellen durch Verkehrslinien verbunden. Verkehrszellen und Verkehrslinien zusammen ergeben das Netzmodell.
Innerhalb des Verkehrsmodells können vier Berechnungsschritte zur Ermittlung der Verkehrsnachfrage durchgeführt werden:

### Verkehrserzeugung
Den Grad der Verkehrserzeugung einer Verkehrszelle bestimmt der Verkehrsplaner über die Daseinsfunktion einer Zelle. Je nachdem, ob eine Zelle als Wohn- oder als Arbeitsstätte dient, werden unterschiedliche Verkehrsmengen erzeugt. Diese Daten können aus der Statistik entnommen oder berechnet werden. Gängige Berechnungsmodelle dafür sind das Kennwertmodell, die Regressionsanalyse oder das Steigerungsfaktorenmodell. Das Ergebnis sind Angaben über den Quell-{\displaystyle Q_{i}} bzw. Zielverkehr {\displaystyle Z_{j}}.

### Verkehrsverteilung (Verkehrszielwahl)
Durch die Berechnung der Verkehrserzeugung bleibt unklar, auf welche anderen Verkehrszellen sich der Verkehr verteilt.
Hierbei gibt es verschiedene Zielwahlmodelle. Für kleine Untersuchungsgebiete und Gebiete, in denen räumliche Widerstände keine große Rolle spielen, wird das sogenannte Zufallsmodell angewandt. Hierbei werden die in der Verkehrserzeugung berechneten Quell- {\displaystyle Q_{i}} und Zielverkehre {\displaystyle Z_{j}} proportional zum Gesamtverkehrsaufkommen {\displaystyle V} auf die Verkehrszellen verteilt. {\displaystyle v_{\text{i,j}}={\frac {Q_{i}\cdot Z_{j}}{V}}}
Eines der ersten Modelle, das auch Entfernungen berücksichtigte, war das sogenannte Gravitationsmodell, das bereits von 1889 im Lill'schen Reisezeitgesetz {\displaystyle R={\frac {Q*Z}{D^{2}}}} Anwendung fand. Bei dieser Berechnung der Verkehrsverteilung unterstellt man die Annahme, eine Verkehrszelle verhalte sich wie ein Gravitationspunkt, d. h. eine Zelle bekommt mehr Anziehungskraft, je mehr Masse sie besitzt. Mit größer werdender Entfernung wird die Anziehungskraft der Zelle zunehmend geringer. Dieses Gravitationsmodell stammt aus der Mechanik und gibt die Verkehrsverteilung innerhalb des Planungsraumes relativ genau wieder.
Beim Logit-Modell wird angenommen, die Zielwahl besteht aus einem deterministischen und einem stochastischen Anteil. Als Bewertungsfunktion für die Verkehre wird eine natürliche Exponentialfunktion verwendet.
Im Grundmodell der Zielwahl werden Bewertungsfunktionen wie die oben genannten mit quell- und zielseitigen sowie modifeinen Faktoren multipliziert. Diese Faktoren werden so bestimmt, dass die Verkehrsaufteilung den vorher bestimmten Einzelverkehrsaufkommen entspricht. {\displaystyle v_{\text{i,j,k}}=B_{\text{i,j,k}}*fq_{i}*fz_{j}*fa_{k}} mit den Randbedingungen:
{\displaystyle Q_{i}^{\text{min}}\leq Q_{i}=\sum _{j}\sum _{k}{v_{\text{i,j,k}}}\leq Q_{i}^{\text{max}}}, mit {\displaystyle Q_{i}^{\text{min}}\leq Q_{i}^{\text{max}}}
{\displaystyle Z_{j}^{\text{min}}\leq Z_{j}=\sum _{i}\sum _{k}{v_{\text{i,j,k}}}\leq Z_{j}^{\text{max}}}, mit {\displaystyle Z_{j}^{\text{min}}\leq Z_{j}^{\text{max}}}
{\displaystyle A_{k}^{\text{min}}\leq A_{k}=\sum _{i}\sum _{j}{v_{\text{i,j,k}}}\leq A_{k}^{\text{max}}}, mit {\displaystyle A_{k}^{\text{min}}\leq A_{k}^{\text{max}}}
Eine mögliche Berechnung dieser Faktoren ist der sogenannte Furness-Algorithmus.
Problematisch an den vorgenannten Modellen ist unter anderem, dass sie bei nahe beieinanderliegenden Aufwänden stark auf kleine Änderungen reagieren. Diesen Nachteil gleicht die sogenannte EVA-1-Funktion aus, so dass erst bei größeren Unterschieden sich die Verkehrsstromaufteilung deutlich unterscheidet.
Das Ergebnis wird in einer quadratischen Verkehrsstrom- bzw. Quelle-Ziel-Matrix (auch O-D-Matrix (origin-destination)) niedergelegt.

### Verkehrsmittelwahl (Verkehrsaufteilung)
Bei der Verkehrsmittelwahl wird die Aufteilung des Verkehrs auf individuelle (MIV=motorisierter Individualverkehr, NIV=nicht-motorisierter Individualverkehr) und öffentliche Verkehrsmittel (ÖV) – der sogenannte Modal Split – ermittelt. Dabei betrachtet werden muss auch der Fußgänger- und Radfahrerverkehr (NIV), um die spätere Kalibrierung an erhobenen Daten zu ermöglichen. Um für die Berechnung realistische Werte zu erhalten, ist die richtige Auswahl von Einflussgrößen zu treffen. Bei der Verkehrsmittelwahl unterscheidet man zwischen drei Nutzungsfällen:
1. Choice Riders können zwischen öffentlichem und privatem Verkehrsmittel wählen.
2. Captive Riders wählen in allen Fällen den öffentlichen Verkehr (z. B. aus Gründen des fehlenden Pkws)
3. Captive Drivers wählen in allen Fällen ein privates Verkehrsmittel (z. B. fehlende Anbindung durch den öffentlichen Verkehr)

### Trip End / Trip Interchange
Die beiden vorangegangenen Arbeitsschritte können je sowohl in dieser Reihenfolge (sogenannte Trip-Interchange-Modell (TIM)) als auch umgekehrt (sogenannte Trip-End-Modell (TEM)) angewendet werden. Bei der TIM-Methode wird zunächst die Verteilung der Verkehrsmengen zwischen den Verkehrszellen vorgenommen und später auf die einzelnen Modi verteilt. Bei der TEM-Methode wird das gesamte Verkehrsaufkommen zunächst auf die einzelnen Modi aufgeteilt und erst später auf die einzelnen Verkehrsbeziehungen verteilt. Je nach gewählter Verteilungsmethode können diese Verfahren zu unterschiedlichen Ergebnissen führen.

### Verkehrsumlegung (Verkehrswegewahl)
Die in den oben genannten Berechnungsverfahren ermittelten Werte können in einer Matrix dargestellt werden. Bei der Verkehrsumlegung wird bestimmt, welche Route der Verkehr wählt, um von der Quelle zum Ziel zu gelangen. Der Verkehrsplaner kann zwischen vier Berechnungsmodellen wählen:
1. Bestweg-Verfahren
Der Verkehr wählt jeweils den Weg mit der kürzesten Fahrtdauer.
2. Simultanumlegung
Die Wahrscheinlichkeit der Routenwahl wird auf alle möglichen Routen verteilt
3. Stochastisches Verfahren
Berechnung wie Simultanumlegung, nur mit Einfluss einer Fehlergröße durch falsches Verhalten der Verkehrsteilnehmer.
4. Kapazitätsbeschränktes Verfahren
Realistische Abbildung der Routenwahl unter Einfluss sämtlicher Faktoren wie z. B. Geschwindigkeit, Phasenpläne der Lichtsignalanlagen und Staugefahr.

## Verkehrsangebotsmodell
Zur Modellierung des Verkehrsangebots – beispielsweise der Möglichkeiten, mit dem ÖPNV Ziele zu erreichen – existieren ebenfalls verschiedene Arten der Modellierung, siehe Erreichbarkeit (Verkehr).